# Tetronarce tokionis
Tetronarce tokionis (Syn.: Torpedo tokionis) ist eine Rochenart aus der Familie der Zitterrochen (Torpedinidae). Sie lebt im Osten des Ostchinesischen Meeres, an den Küsten der Ryūkyū-Inseln und von Taiwan und an den zur Pazifikseite gelegenen Küsten der japanischen Hauptinseln. Außerdem werden zwei Zitterrochenpopulationen, die an der australischen Westküste von Shark Bay bis zu den Rowley Shoals und an der Küste Ostaustraliens von Queensland bis New South Wales vorkommen von einigen Autoren zu Tetronarce tokionis gezählt. Dabei kann es sich aber auch um eine sehr ähnliche, bisher unbeschriebene Art handeln. Sicherheit können nur genaue morphologische Vergleiche und molekularbiologische Daten geben.

## Merkmale
Die bekannte Maximallänge von Tetronarce tokionis liegt bei 114 cm. Die Art ist damit ein mittelgroßer Zitterrochen. Männchen erreichen die Geschlechtsreife mit einer Länge von 65 bis 70 cm, Weibchen sind dann etwas größer. Frisch geborene Jungrochen sind 20 cm lang. Tetronarce tokionis ist auf der Rückenseite einfarbig schwarz, grau-schwarz oder violett-schwarz gefärbt ohne irgendwelche Musterungen in Form von Punkten, Flecken oder Streifen. Die Bauchseite ist weiß. Die äußeren Ränder der Unterseiten von Brust- und Bauchflossen sowie des Schwanzes sind schwarz. Die Klaspern der Männchen sind an den Seiten und an der Spitze schwarz.
Die Körperscheibe von Tetronarce tokionis ist fast rund und nur ein klein wenig breiter als lang. Der Abstand von den Augen zum Vorderrand des Kopfes ist sehr gering. Der deutlich von der Körperscheibe abgesetzte Schwanz ist relativ lang, die Schwanzflosse ist lang, groß und paddelförmig. Ihr Hinterrand ist gerade oder konvex. An den Seiten des Schwanzes befinden sich gut ausgeprägte kammartige Hautfalten. Von den zwei auf dem Schwanz sitzenden Rückenflossen ist die erste mehr als doppelt so groß wie die zweite. Augen und Spritzlöcher sind etwa gleich groß und beide relativ klein. Die Ränder der Spritzlöcher sind ohne Papillen. Die Pseudobranchie hat 13 oder 14 Falten. Die Nasenöffnungen sind relativ groß, stehen schräg und liegen nah am Maul. Das Maul ist breit und gebogen. Labialfurchen fehlen. Rillen an den Mundwinkeln sind vorhanden, führen jedoch nicht vollständig herum. Im Oberkiefer befinden sich 18 bis 35 Zähne, im Unterkiefer sind es 23 bis 32. Die Zähne sind klein und plattenartig mit einer deutlich ausgeprägten Spitze aber ohne Nebenspitzen. Die Zähne in Ober- und Unterkiefer sind ähnlich. Die Kiemenschlitze sind relativ kurz. Die elektrischen Organe sind elliptisch geformt und verlaufen vom Kopf und über eine Länge von zwei Drittel entlang der Basis der Brustflossen. Sie sind von der Bauchseite deutlicher zu sehen als von der Rückenseite. Die Anzahl der Wirbel ist bisher nicht bekannt. Der Spiraldarm hat 9 bis 10 Windungen.

## Lebensraum
Tetronarce tokionis ist selten und lebt auf dem Kontinentalhang in Tiefen von etwa 200 bis 1100 Metern, normalerweise auf felsigen, kiesigen, sandigen oder schlammigen Böden. Außer dass sie wie alle Zitterrochenartigen lebendgebärend ist, ist über die Lebensweise der Art so gut wie nichts bekannt. Tetronarce tokionis wird gelegentlich als Beifang gefischt, hin und wieder zu Fischmehl verarbeitet, aber normalerweise wegen seines schwabbeligen Fleisches von geringer Qualität wieder ins Meer geworfen. Die Internationale Union zur Bewahrung der Natur kann keine Angaben über eine Gefährdung der Art machen, da zu wenige Daten vorliegen.

## Belege
1. 1 2  Tetronarce tokionis in der Roten Liste gefährdeter Arten der IUCN 2016. Eingestellt von: Haas, D.L., Ebert, D.A., Nakaya, K., Tanaka, S., Orlov, A., Sherman, C.S. & Kyne, P.M., 2015. Abgerufen am 8. November 2020.
2. 1 2 3 4  David A. Ebert: Deep-sea Cartilaginous Fishes of the Indian Ocean. Volume 2 Batoids and Chimaeras. FAO Species Catalogue for Fishery Purposes No. 8, Vol. 2, E-ISBN 978-92-5-108453-3, Seite 32–33.